# Expedia

Logo von Expedia

Expedia Group, Inc. ist ein US-amerikanisches Online-Reisebüro, das die Website expedia.com betreibt. Der Firmensitz befindet sich in Seattle im Westküsten-Staat Washington.

## Geschichte
Expedia wurde 1995 innerhalb von Microsoft gegründet. 1996 ging die Website online, 1999 ging das Unternehmen an die Börse. Zu diesem Zeitpunkt betrieb Expedia Webseiten in Deutschland (Expedia.de seit 1999), Kanada und Großbritannien. 2002 erwarb USA Networks (jetzt IAC/InterActiveCorp) die Mehrheit an dem Unternehmen, schließlich im Jahr 2003 auch den Rest der Anteile. In der Zeit als Tochtergesellschaft von IAC wurde unter anderem eine Mehrheit an eLong erworben. Im Jahr 2005 folgte dann der neuerliche Börsengang als Expedia, Inc mit den Tochtergesellschaften Expedia, Expedia Corporate Travel, TripAdvisor, Classic Vacations, eLong, Hotels.com und Hotwire.com. Im Dezember 2012 kaufte Expedia die Mehrheit an der Hotelsuchmaschine trivago (61,6 Prozent der Anteile für 477 Millionen Euro). Ende Januar 2014 wurde bekannt, dass Expedia infolge unlauterer Versuche, ein besseres Ranking in der Suchmaschine Google zu erhalten, bei Suchanfragen viel weiter unten gelistet wurde. Im Jahr 2014 wurde Expedia.de dafür kritisiert, bei Flugbuchungen 9,50 Euro als versteckte Kosten zu kassieren und damit gegen EU-Recht zu verstoßen, das volle Kostentransparenz verlangt. Im November 2014 übernahm Expedia die Wotif-Gruppe, im Januar 2015 Travelocity und im Februar 2015 Orbitz Worldwide für 1,38 Mrd. Dollar. Im November 2015 übernahm Expedia die Firma Homeaway, einen Online-Vermittler von Ferienwohnungen, für 3,9 Milliarden US-Dollar. Homeaway ist in Deutschland vor allem durch die Marke FeWo-direkt bekannt. Im selben Jahr kaufte sie ebenfalls das Online-Reisebüro Orbitz für 1,2 Milliarden US-Dollar.

## Produkte

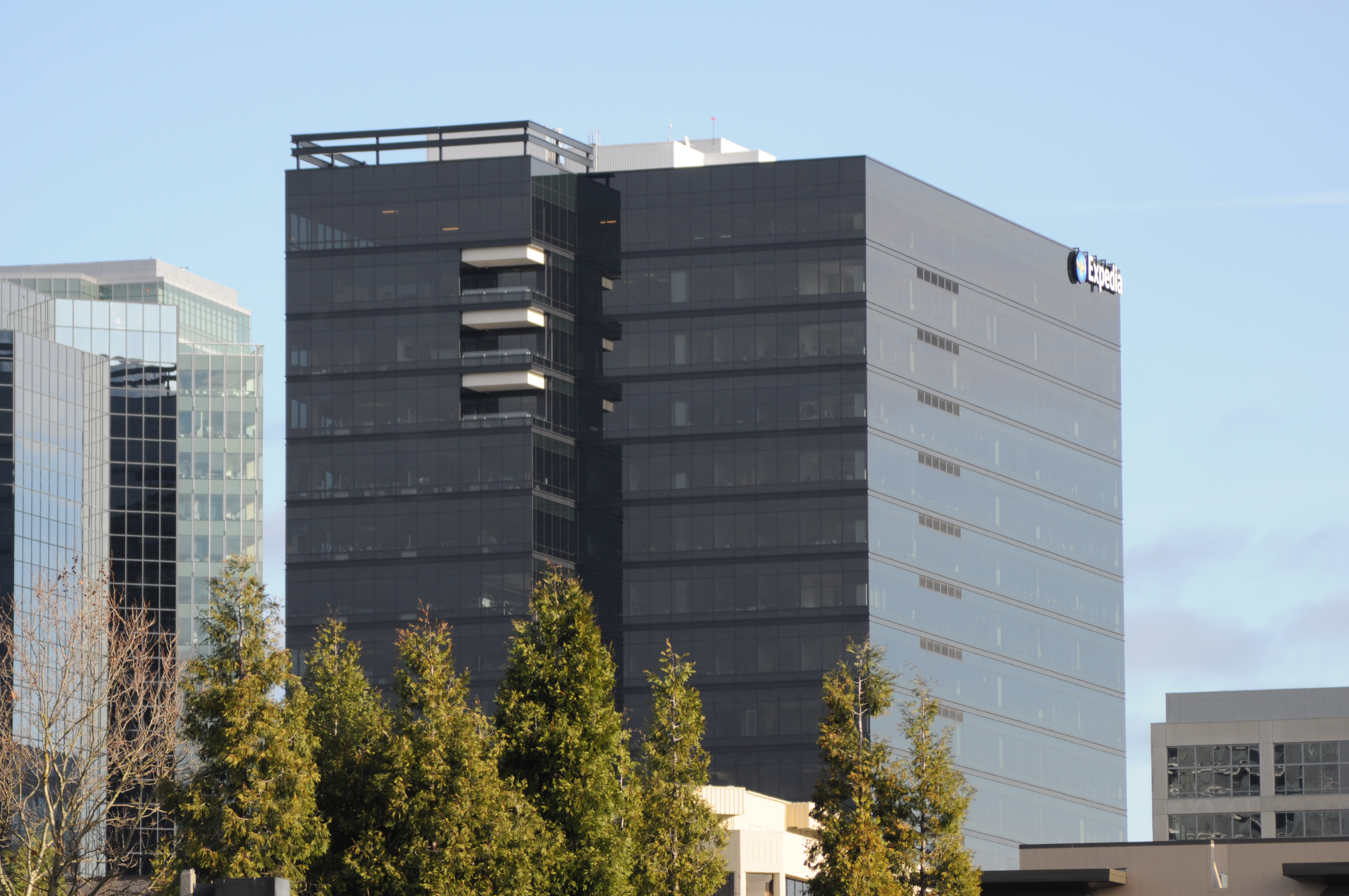
Zentrale der Expedia in Bellevue, Washington

Expedia.com, bzw. expedia.de in Deutschland, ist ein Online-Reisebüro und nach eigenen Angaben das viertgrößte Reisebüro in den USA. Expedia ist über die Vereinigten Staaten hinaus in 31 Ländern tätig. Das Unternehmen vermittelt sowohl Einzelleistungen wie Flüge, Hotelübernachtungen, Mietwagen und Eintrittskarten für Sehenswürdigkeiten als auch Pauschalreisen. Mit Egencia bietet es außerdem einen Service für Unternehmen und Geschäftsreisende an. Die Webseiten benutzen weltweit das Sabre-Reservierungssystem. Dieses System wird benutzt, um mit Worldspan und dem GDS-System Amadeus zusammenzuarbeiten. Die Produkte, die bei Expedia.com beschrieben sind, müssen nicht unbedingt eigene Angebote sein, sondern verlinken auch auf bereits vorhandene Angebote im Internet.